# 陕西路 (天津)
陕西路是中国天津市和平区的一条街道。修筑于1897年，原来跨天津法租界和天津日租界2个租界。陕西路西北到多伦道，东南到赤峰道，长1278米，宽7米。

## 历史
陕西路形成于20世纪初。1943年以前该路分属于天津法租界和天津日租界2个租界：从赤峰道到锦州道属于天津法租界；从锦州道到多伦道属于天津日租界。1900年，天津法租界向西扩展到墙子河（今南京路），并于1902年在此新租界的中部修筑了狄米得城路（Rue de Dixmude），又称三十七号路，即今陕西路的赤峰道至锦州道段。20世纪初，天津日租界开始开发，日租界当局于1920年在其中部修筑了须磨街，即今陕西路的多伦道至锦州道段。1943年，日本当局将东段改称“兴亚三区三十七号路”。1946年，天津市政府光复后，这四条道路合并并以陕西省名更名至今。

## 现况与发展
陕西路目前西北到多伦道，东南到赤峰道，为单向道路，长1278米，宽7米。车行道宽9米至16米，两侧人行道各宽2米，为沥青路面。沿途建有义德里、鹿钟麟旧宅等建筑。原天津法租界部分陕西路的两侧大部分老建筑已经被拆除，原天津日租界部分陕西路的两侧老建筑目前还有数十处保存完好。

## 沿路建筑
陕西路现存比较著名的建筑有：

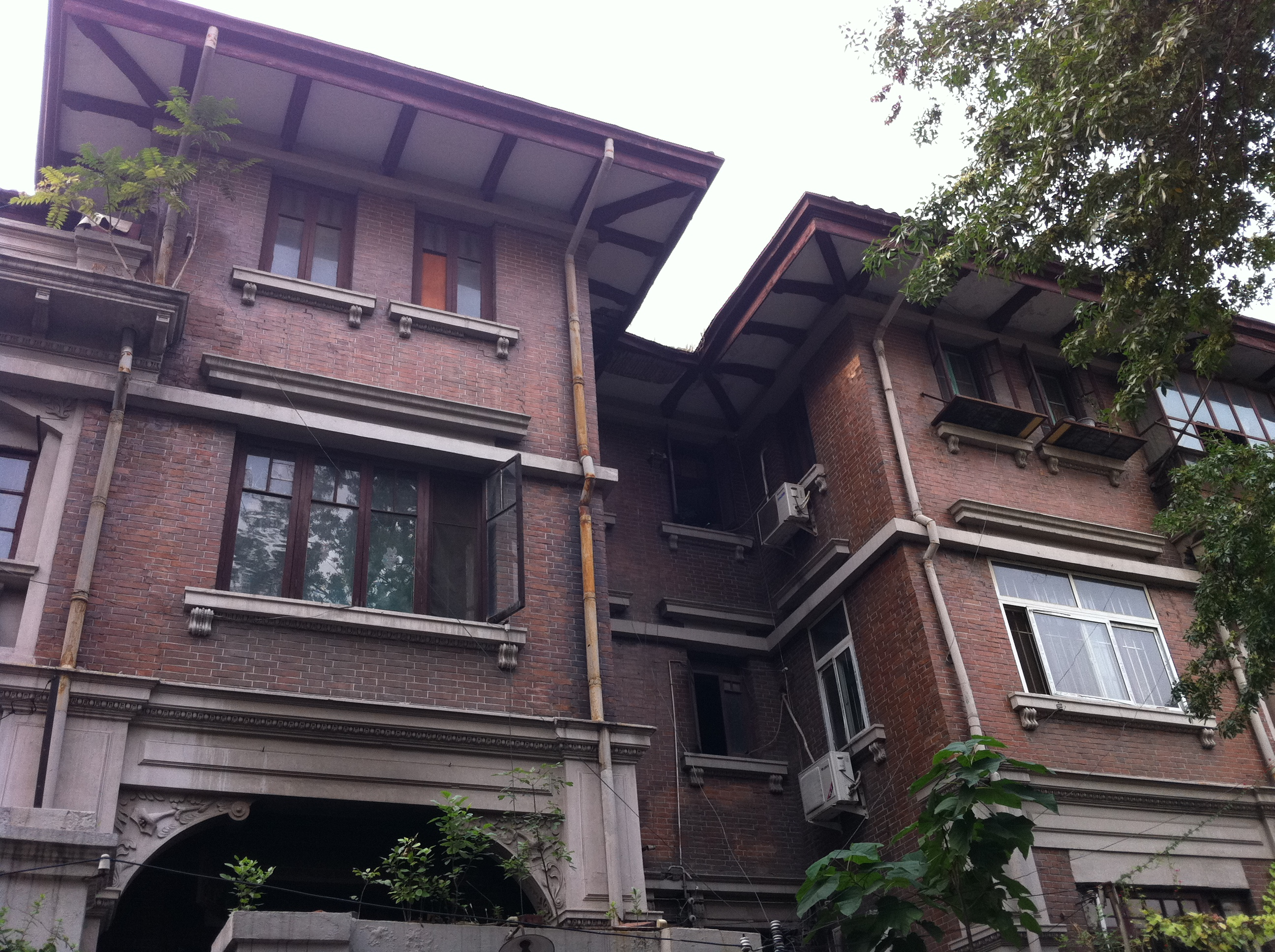
陕西路49号的义德里

- 天津市历史风貌建筑：义德里，陕西路31号至49号。
- 天津市历史风貌建筑：鹿钟麟旧宅，陕西路53号。[3]
- 王廷桢旧宅，陕西路3号。
- 宁星普旧宅，陕西路55号、57号和59号。
- 大信洋行，陕西路61号。
- 日本监狱，陕西路72号。
- 松板洋行，陕西路76号。
- 日本大矢组支店，陕西路94号至96号。
- 陈一甫旧宅，陕西路148号。

## 交汇道路

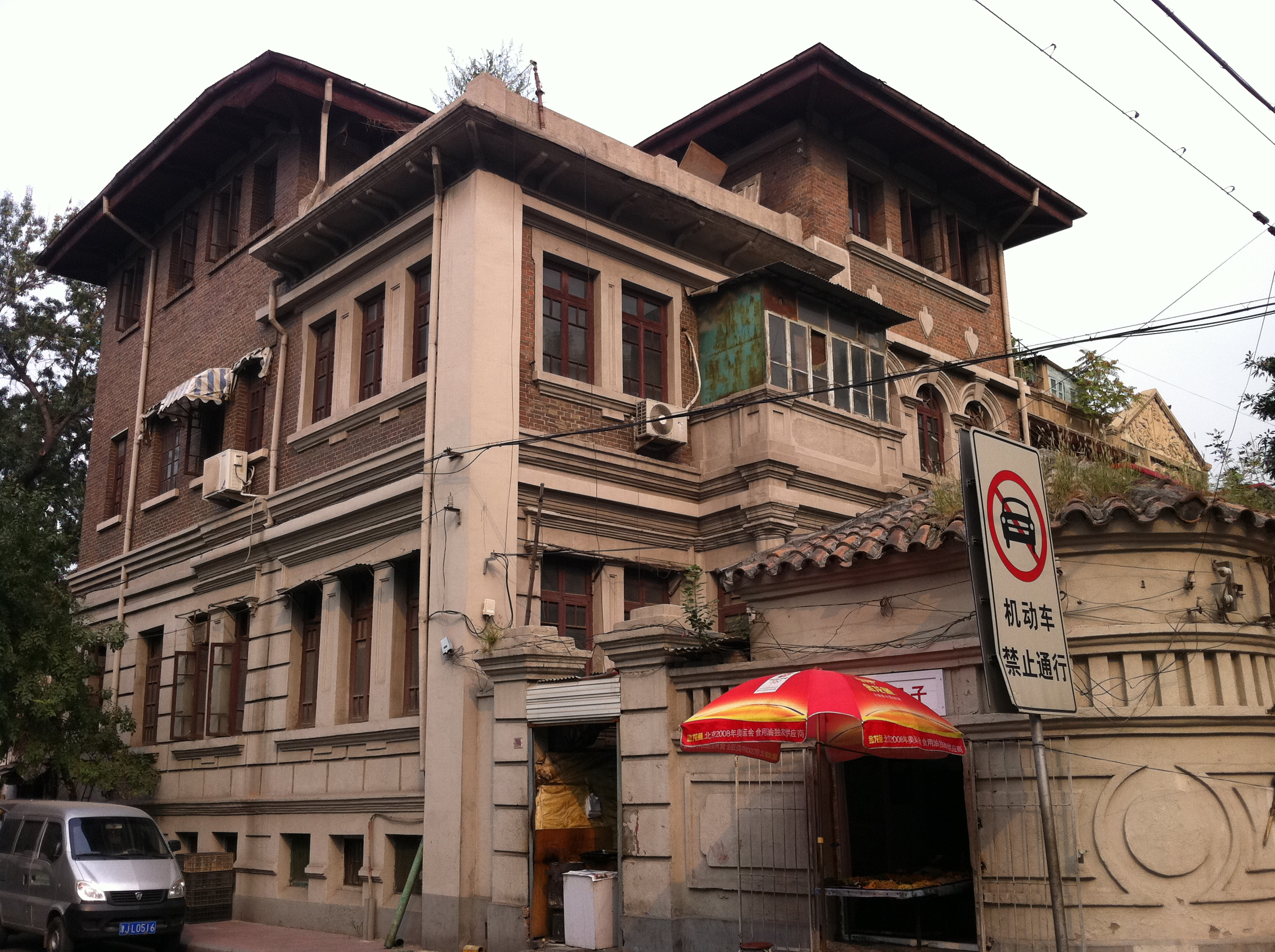
陕西路和万全道交口的鹿钟麟旧宅

- 赤峰道 原丰领事路（Rue Fontanier）
- 哈尔滨道 原贝拉扣路（Rue de Pélacot）
- 滨江道 原福煦将军路（Rue du Maréchal Foch）
- 长春道 原窦总领事路（Rue G.Deveria）
- 锦州道 原秋山街
- 沈阳道 原蓬莱街
- 哈密道 原松岛街
- 四平东道 原浪速街
- 鞍山道 原宫岛街
- 万全道 原伏见街
- 包头道 原桃山街
- 多伦道 原福岛街

## 内部链接
- 陕西路